# Прва косовско-метохијска бригада
Прва косовско-метохијска бригада НОВЈ формирана је 24. јуна 1944. године у селу Збажди код Струге од дотадашње Групе косовско-метохијских НОП батаљона (1. и 2. батаљон) и батаљона Црвене армије Прве македонско-косовске ударне бригаде (50 црвеноармејаца пребеглих из немачког заробљеништва формираних у посебан батаљон). На дан формирања имала је три батаљона са око 310, а крајем 1944. године 2,200 бораца.

## Борбени пут
Деветог јула 1944, водила је тешке борбе за ослобођење Дебра, кад је похављена од Главног штаба НОВ и ПО Македоније. Успешно је дејствовала на комуникацији Струга-Дебар за време напада Прве македонске и Прве бригаде НОВ Албаније на Дебар 1. августа, који су бранили делови немачке 297. дивизије. Затим се пребацила у Албанију и са Петом албанском бригадом, почетком августа, разбила је слабије немачке јединице и балисте у близини Пишкопеје и нанела им тешке губитке. Са територије Албаније преко Полога, пребацила се под борбом у Порече (долина реке Треске), где је са Петом македонском бригадом у селу Брези код Македонског Брода, разоружала 25. августа 220 четника, који су затим пришли НОВЈ. Затим је 30/31. августа у селу Блаце код Тетова разбила јаке снаге балиста, а 6. септембра напала и ослободила Брод, у којем је заробила преко 100 бугарских војника. Из Македоније је кренула преко Шар планине и Албаније за Косово 25. септембра. Код Кукеша у Албанији састала се с Оперативним штабом НОВ и ПО за Косово и Метохију и његовим Пратећим батаљоном 3. октобра, а 10 дана касније је у Круми издвојила део људства за формирање Четврте косовско-метохијске бригаде. Разбила је балисте и 120 албанских жандарма и 16. октобра ослободила Тропоју. пребацила се с Трећом албанском бригадом на Косово и од 30. октобра до 5. новембра водила тешке борбе против немачке борбене групе „Скендербег“ код Дечана, а 17. новембра ослободила Пећ. У децембру је учествовала у Дреници у борбама против балистичких и других одметничких снага. Од 8. фебруара 1945. до краја априла била је у саставу 52. косовско-метохијске дивизије с истим задатком.